# Río Rocha
El río Rocha es un río amazónico boliviano, cuyo afluente forma parte de la cuenca del río Grande  y se encuentra en la ecoregión de los bosques secos interandinos.
En la historiografía se registra que la fundación nominal de la ciudad de Cochabamba fue realizada a orillas este río, al que dio su nombre el capitán Martín de la Rocha por haberlo desviado para trabajos agrícolas.

## Geografía
El río discurre por los valles centrales de Bolivia en el departamento de Cochabamba. Nace en la cordillera de los Andes, al este de la ciudad de Sacaba y cruza la ciudad de Cochabamba (17°26′11″S 65°52′22″O / -17.43639, -65.87278) el río cruza todo el valle bajo de Cochabamba en dirección oeste , de municipios como: Cercado, Colcapirhua, Quillacollo, Vinto, Sipe Sipe). Después de 65 km, el río va en dirección sureste y después de otros 50 km confluye con el río Arque, a una altitud de 2350 m (17°42′10″S 66°14′45″O / -17.70278, -66.24583), y forman el río Caine. Tiene una longitud total de 115 km.

## Contaminación
Desde la década de los 60 el río Rocha se convirtió en un vertedero de desechos y alcantarilla.
En algunos sectores del monitoreo de la calidad del río Rocha se determinó que las aguas están fuertemente contaminadas lo que amenaza la biodiversidad. En 2019 la alcaldía de Cochabamba destinó más de 3 millones de bolivianos para mitigar los efectos de la contaminación del río Rocha. 
El rio Rocha atraviesa por 3 provincias del departamento de Cochabamba.